# Bazilišek zelený
Bazilišek zelený (Basiliscus plumifrons) je ještěr z čeledi leguánovitých.

## Popis
Má dlouhé zadní nohy s velmi dlouhými prsty, dlouhý tenký ocas a na hlavě a na hřbetě vysoký hřeben. Je jasně zelený, nepravidelně světle modře či bíle skvrnitý. Dospělí jedinci dorůstají až 80 cm, z čehož dvě třetiny připadají na ocas.

## Chování, strava a rozmnožování

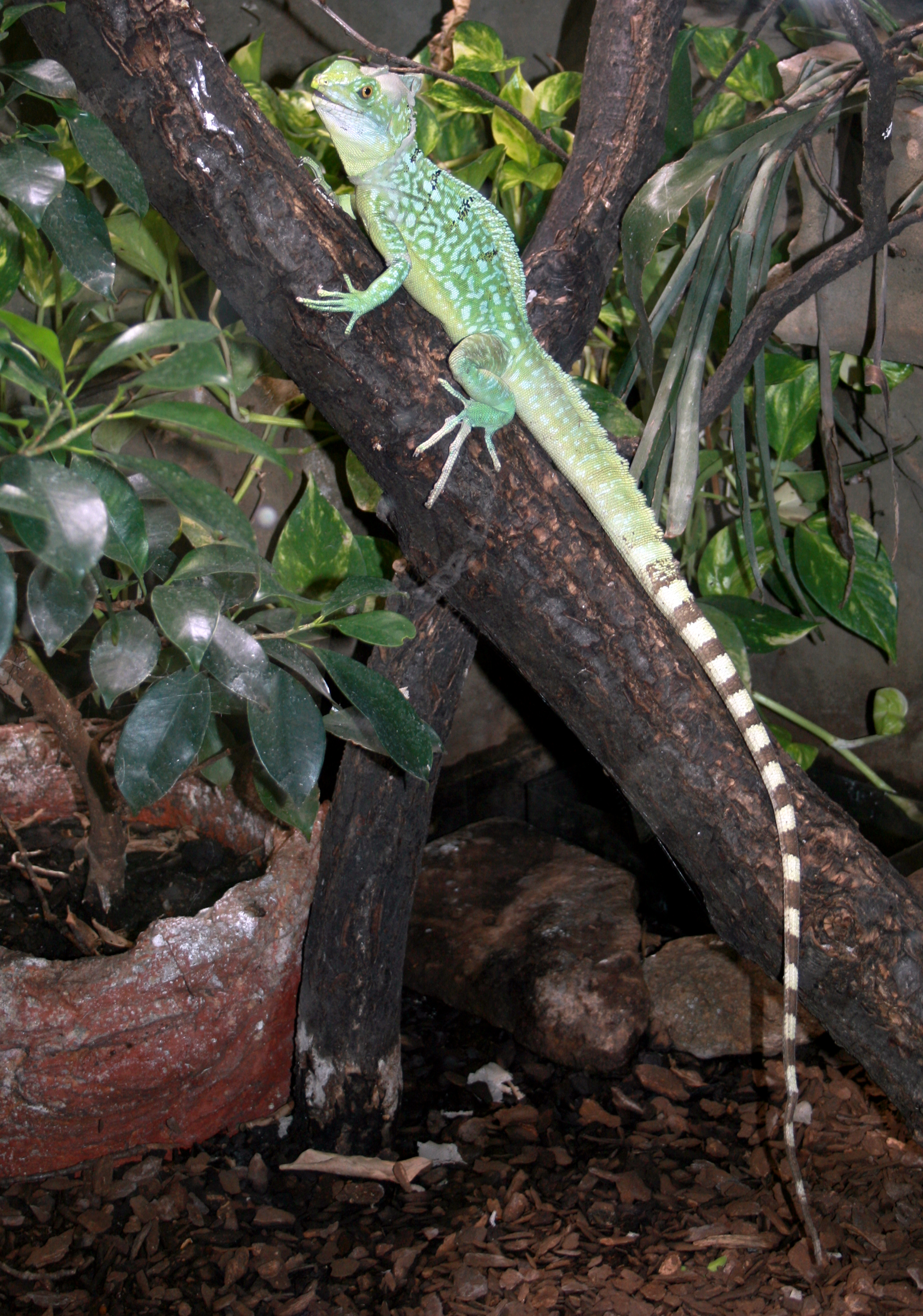
Zoo Dvůr Králové nad Labem

Bazilišci skvěle běhají po souši, šplhají po stromech a jsou výbornými plavci. Dorozumívají se navzájem kýváním hlavy. Jsou to zvířata společenská, avšak samci jsou vysoce teritoriální a svoje území si hájí bojem.
Vyskytuje se v křovinách a nízkém stromoví, poblíž sladkých vod (řeky, jezera) v oblastech Střední Ameriky od Guatemaly až po Kostariku.
Jeho potravu tvoří převážně plody a hmyz, nepohrdne však ani malými vodními obratlovci nebo myšími mláďaty.
Samice naklade 4 až 17 vajec, inkubace trvá 50–75 dní a probíhá při teplotách 27–30 stupňů.
V případě nebezpečí prchá rychlým během po zadních nohou, rovnováhu udržuje pomocí ocasu. Dokáže vyvinout rychlost i přes 10 km/h a na kratší vzdálenost je schopen běžet po vodní hladině, kvůli tomu se mu také někdy přezdívá Ježíšova ještěrka.